# Gijs Van Lennep
 Jonkheer Gijsbert Van Lennep  va ser un pilot de curses automobilístiques neerlandès que va arribar a disputar curses de Fórmula 1. Va néixer el 16 de març del 1942 a Aerdenhout, Països Baixos. Fora de la F1 va guanyar en dues ocasions (1971 i 1976) les 24 hores de Le Mans.

## A la F1
Gijs Van Lennep va debutar a la quarta cursa de la temporada 1971 (la 22a temporada de la història) del campionat del món de la Fórmula 1, disputant el 20 de juny del 1971 el GP dels Països Baixos al circuit de Zandvoort.
Va participar en un total de deu curses puntuables pel campionat de la F1, disputades en quatre temporades no consecutives (1971 i 1973-1975) aconseguint un sisè lloc (2 cops) com a millor classificació en una cursa i assolí un total de dos punts pel campionat del món de pilots.

## Resultats a la Fórmula 1
| Any  | Equip                      | Xassís   | Motor    | 1   | 2   | 3   | 4     | 5      | 6   | 7   | 8       | 9      | 10    | 11      | 12    | 13      | 14  | 15  | Posició | Punts |
| ---- | -------------------------- | -------- | -------- | --- | --- | --- | ----- | ------ | --- | --- | ------- | ------ | ----- | ------- | ----- | ------- | --- | --- | ------- | ----- |
| 1971 | Gijs Van Lennep            | Surtees  | Ford     | SUD | ESP | MON | HOL 8 | FRA    | GBR | ALE | AUT     | ITA    | CAN   | USA NVS |       |         |     |     | -       | 0     |
| 1973 | Frank Williams Racing Cars | Williams | Cosworth | ARG | BRA | SUD | ESP   | BEL    | MON | SUE | FRA     | GBR    | HOL 6 | ALE     | AUT 9 | ITA Ret | CAN | USA | 19è     | 1     |
| 1974 | Frank Williams Racing Cars | Williams | Cosworth | ARG | BRA | SUD | ESP   | BEL 14 | MON | SUE | HOL NVQ | FRA    | GBR   | ALE     | AUT   | ITA     | CAN | USA | -       | 0     |
| 1975 | Ensign                     | Ensign   | Ford     | ARG | BRA | SUD | ESP   | MON    | SUE | BEL | HOL 10  | FRA 15 | GBR   | ALE 6   | AUT   | ITA     | USA |     | 19è     | 1     |

### Resum
| Curses: | Victòries: | Pòdiums: | Poles: | Voltes ràpides: | Punts: |
| ------- | ---------- | -------- | ------ | --------------- | ------ |
| 10      | 0          | 0        | 0      | 0               | 2      |